# Lars G. Fredriksson
Lars Gunnar Fredriksson, född 30 april 1964, är en svensk organist. Han har sedan 2007 varit biträdande organist i Härnösands domkyrkoförsamling och sedan 2014 är han domkyrkoorganist därstädes.

## Biografi
Fredriksson är född och uppvuxen i Örnsköldsvik. Han började studerade orgel för Josef Strandberg i Örnsköldsvik. Han gjorde sin första orgeldebut när han var 11 år gammal och orgeln konsert när han var 13 år. Fredriksson studerade vid Kungliga Musikhögskolan i Stockholm och efter avslutade studier fortsatte han att studerar diplom i orgel. Sin diplomexamen tog han 1990 då han gjorde en konsert tillsammans med Stockholms filharmoniker i Stockholms konserthus. Där framförde han Marcel Duprés orgelkonsert i e-moll.
Han har studerat orgel för bland annat Bengt Berg, Rune Engsö, Anders Bondeman och Torvald Torén. Fredriksson har även studerat för några av Marcel Dupres elever: Rolande Falcinelli och Suzanne Chaisemartin.
I pianospel har han studerat för Torsten Runolf, Gunnar Hallhagen, Maj Fougstedt och Stina Sundell.   

## Inspelningar
- 2001 – Orgeln i Själevads Kyrka (RHL&B02)
- 2002 – Lars G Fredriksson at the van den Heuvel organ of the Katarina Church, Stockholm (RHL&B03).
- 2018 – The Organs of Härnösand Cathedral